# Saint-Flour, Cantal
Saint-Flour är en kommun i departementet Cantal i regionen Auvergne-Rhône-Alpes i mitten av Frankrike. Kommunen är chef-lieu för 2 kantoner och sous-préfecture för arrondissementet Saint-Flour. År 2022 hade Saint-Flour 6 390 invånare.

## Befolkningsutveckling
Antalet invånare i kommunen Saint-Flour
Referens:INSEE

## Galleri

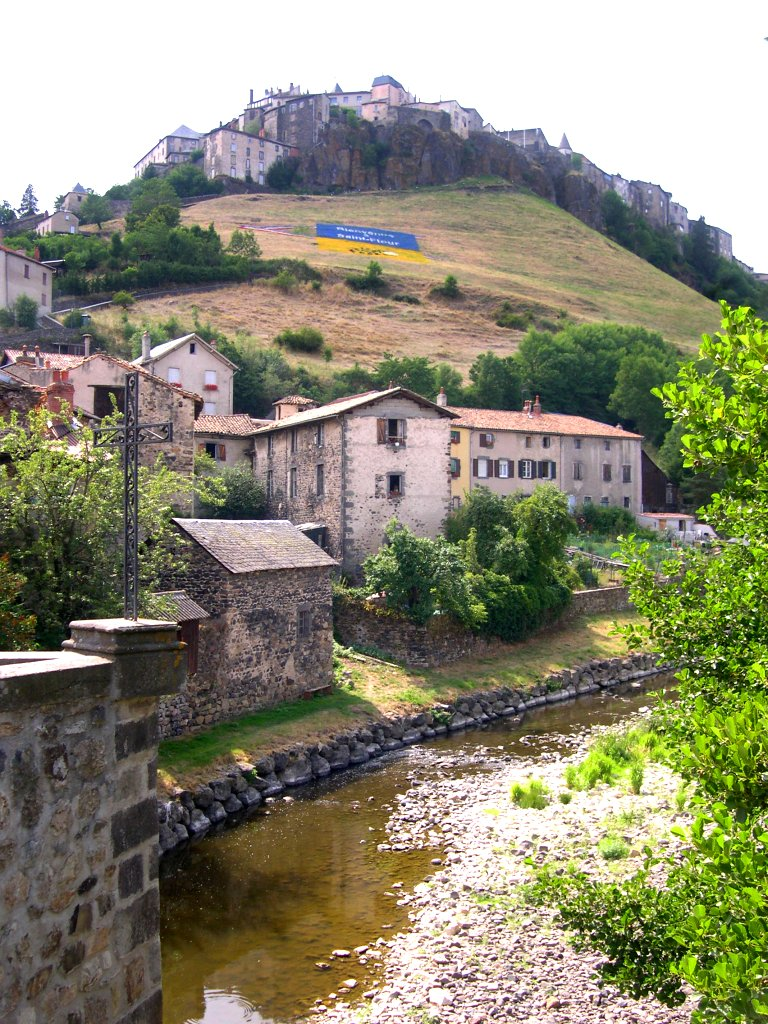
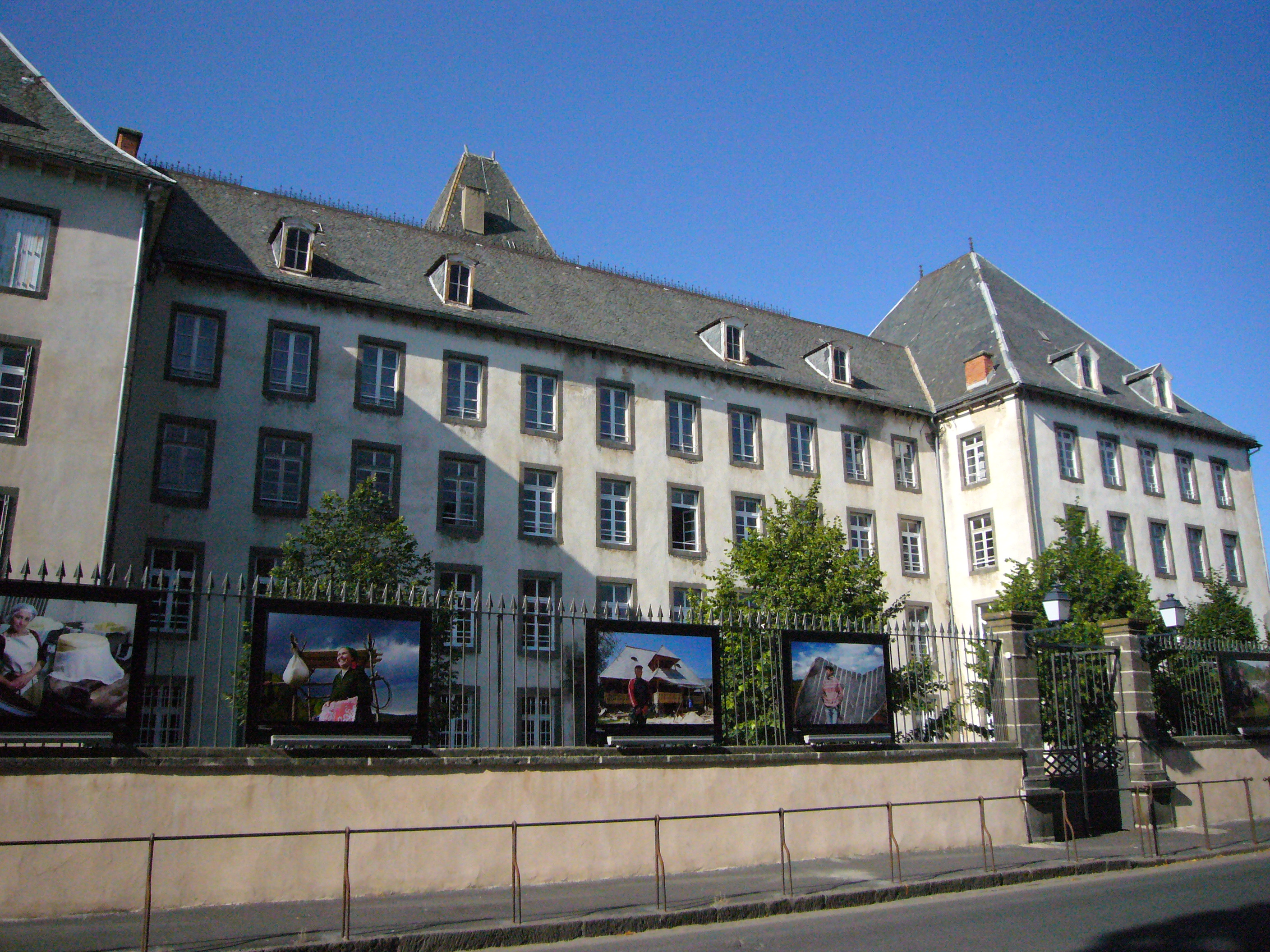
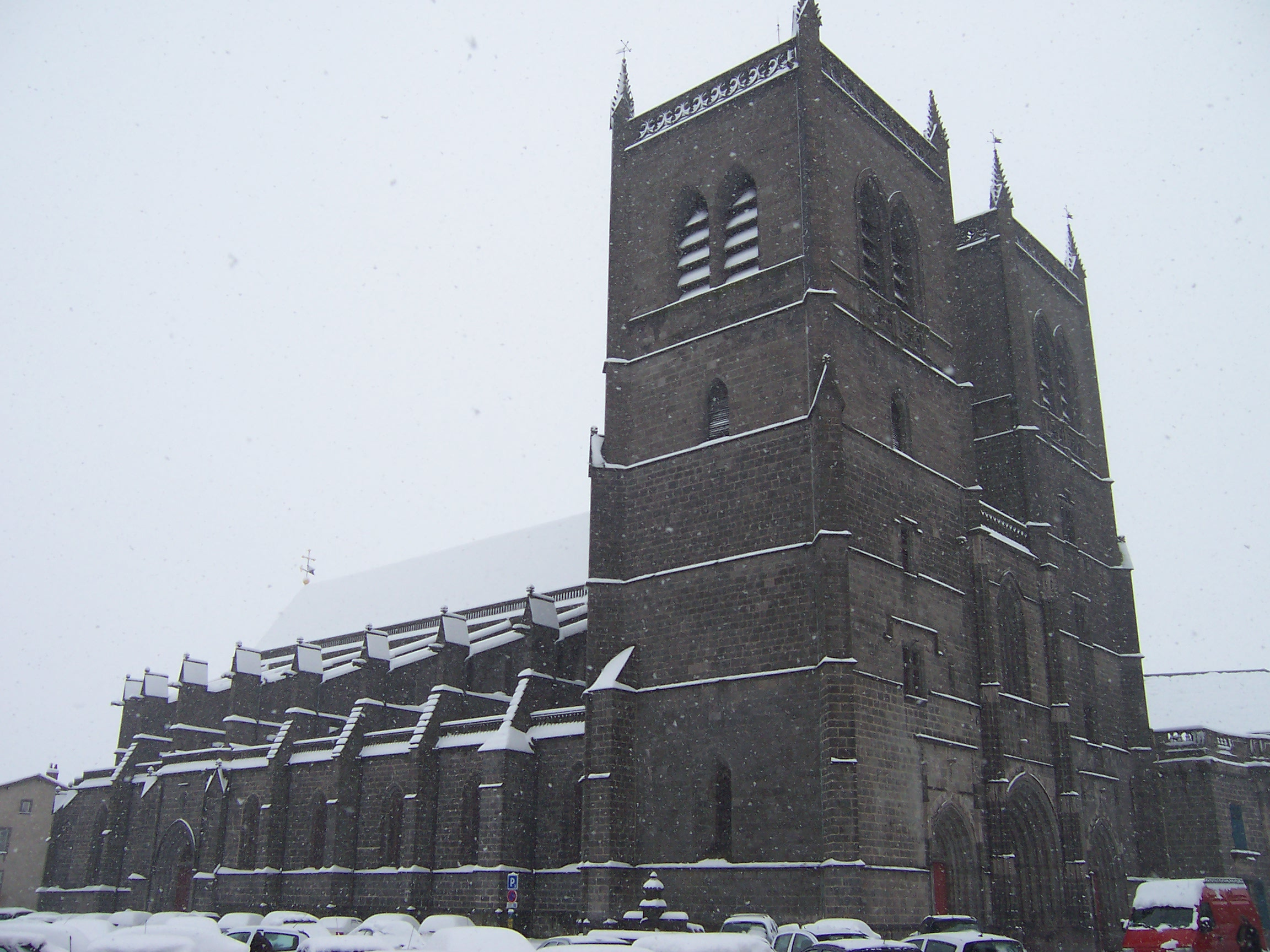